# Великая Радогощь
Великая Радогощь (укр. Велика Радогощ) — село в Изяславском районе Хмельницкой области Украины.
Население по переписи 2001 года составляло 346 человек. Почтовый индекс — 30315. Телефонный код — 3852. Занимает площадь 0,135 км². Код КОАТУУ — 6822184502.

## Местный совет
30314, Хмельницкая обл., Изяславский р-н, с. Мякоты, ул. Чулкова, 3